# Borgholms slott
Borgholms slott – kasteel Borgholm – ligt bij Borgholm op het Zweedse eiland Öland. Het kasteel zoals het er nu staat is een ruïne, verwoest door een brand in 1806.

## Geschiedenis
Borgholms slott werd voor het eerst genoemd in een document uit 1268, maar is waarschijnlijk van vroegere datum. Het kasteel werd gebouwd als verdedigingswerk tegen vijandige schepen uit de Baltische landen en als bescherming tegen de belangrijke handelsposten Kalmar en Köpingsvik.
In de 14e en 15e eeuw werden de versterkingen aan het kasteel verder uitgebreid, maar in 1461 werd het grotendeels verwoest door de troepen van de Deense koning Waldemar. 
Ten tijde van de Unie van Kalmar was het kasteel dan van Zweden en dan weer van Denemarken. Berucht werd het kasteel door de bewoner Ivar Axelsson Tott, die vanuit het kasteel piraterij bedreef op de Oostzee. In 1487 werd het kasteel door Sten Sture de Oudere belegerd en Tott vluchtte. 

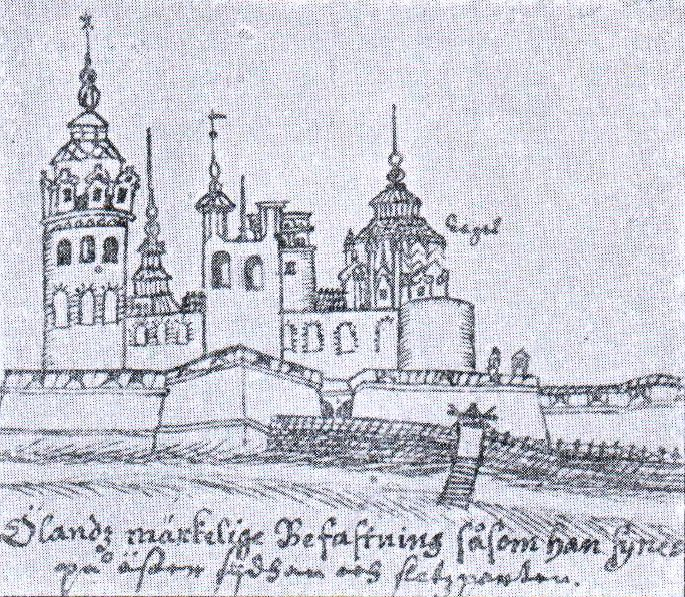
Borgholms slott in 1634

Aan het einde van de 15e eeuw werd het kasteel opnieuw zwaar beschadigd en het was pas tijdens de regering van Johan III van Zweden dat een begin werd gemaakt met de wederopbouw. Deze herbouw was in renaissance-stijl.
Tijdens de Kalmaroorlog in 1613 werd het gebouw opnieuw beschadigd, en nadat het nog eenmaal werd opgebouwd onder Karel X Gustaaf van Zweden (nu in barokstijl), verloor het kasteel toch stilaan aan belang.
In 1806 werd het gehele interieur van het kasteel verwoest en bleven alleen de versterkte staan. In 1929 is de ruïne uitgeroepen tot Nationaal Historisch Monument.

## Trivia
In het wapen van Borgholm vinden we nog steeds de herinnering aan het kasteel terug.
Op de binnenplaats worden concerten, theateroptredens en andere evenementen gehouden. De Zweedse popgroep Roxette nam hier zes muziekvideoclips op tijdens een concert in juli 1989:
- Dance Away
- Dangerous
- Cry
- Paint
- Listen to Your Heart
- Silver Blue

Vijf van deze nummers verschenen op het album Look Sharp!.